# Abbandonata dal destino
Abbandonata dal destino (Homeless to Harvard: The Liz Murray Story), è un film televisivo del 2003, diretto da Peter Levin, con protagonista Thora Birch che racconta la storia della speaker statunitense Elizabeth "Liz" Murray; fonte del film è l'autobiografia di Liz Murray stessa, Breaking Night.

## Trama
Liz Murray e la sorella maggiore Lisa vivono nel Bronx, figlie di due tossicodipendenti, per cui fin da bambine sono costrette a badare a sé stesse. Tutta la famiglia vive con un sussidio mensile che viene dato ai genitori, e che questi, Peter e Jean, spendono per comprarsi alcolici, eroina e cocaina, vendendo anche cibo ed elettrodomestici: le figlie quindi soffrono la fame, non hanno vestiti per cambiarsi né di che lavarsi, il che porta Liz a essere frequentemente angariata a scuola, la madre è frequentemente ricoverata in ospedale quando va in overdose. Lisa è presentata come più forte nel tentativo di opporsi alla madre, che si droga e pretende i soldi dalle figlie anche con violenza, Liz all'inizio obbedisce, perché pensa che "quando sei bambino i genitori sono i tuoi dèi" che vanno accontentati in tutto; crescendo, invece, Liz si rende conto dell'inaffidabilità di essi.
Le due ragazzine frequentemente saltano la scuola per accudire la madre, alcolista, schizofrenica e quasi del tutto cieca (forse è una malattia ereditaria, considerato che più tardi anche Lisa la svilupperà), ed il padre, ammalato di AIDS, intelligente e colto ma incapace di occuparsi di sé stesso, delle figlie e della casa. Non riuscendo le sorelle a tenere a bada il comportamento dei genitori, gli assistenti sociali le rinchiudono in un istituto, dove Liz è maltrattata da tutte le ragazze e abbandonata per numerosi giorni. Soprattutto, l'impotenza di Liz verso la dipendenza e la trascuratezza dei genitori e la mancanza di aiuto da parte degli assistenti sociali, sono scambiate da questi ultimi per mancanza di disciplina.
Liz va ad abitare insieme alla madre e alla sorella dal nonno materno, un uomo violento che picchiava e violentava le figlie proprie (Jean era scappata di casa quando aveva 15 anni, per sottrarsi a lui), ma la mamma ricomincia a bere, Liz litiga con il nonno e scappa di casa. Quando scopre che la madre è malata di AIDS, Liz torna a casa per accudirla, sentendo che la donna, pur drogandosi, ama molto le figlie e che ripete che "le cose miglioreranno".
Nel 1996, alla morte di Jean causata dall'AIDS, padre e figlie non possono più pagare l'affitto di casa, a causa della tossicodipendenza dell'uomo, e perciò tutta la famiglia è sfrattata: il padre è ricoverato in un ospizio per senzatetto, Lisa ospitata da un amico, Liz rimane per strada, nutrendosi di spazzatura e dormendo nei treni della metropolitana, o fuori dalla casa di amici. Passano due anni, che Liz vive nello scoraggiamento, ma alla fine decide di ritornare a scuola, confidando nelle parole della madre "le cose miglioreranno", cioè dicendosi che ha solo due scelte, cioè continuare così e commiserarsi o mettercela tutta per uscirne: trova un lavoro e riesce a completare il liceo in 2 anni anziché nei 4 che le mancano, in questo modo si rimette al passo con i compagni di scuola. Anche Lisa nel frattempo, pur diventando cieca, riesce a ottenere un lavoro.
Grazie ad un concorso del The New York Times, Liz vince una borsa di studio per l'Università di Harvard. Il film finisce con lei che racconta a dei giornalisti la propria storia, dicendo che la sua vita di stenti l'ha spronata a non avere nessuna certezza nella vita, a dimenticare il passato, a non abbattersi al vivere per strada e lottare per ottenere la dignità che la vita le ha tolto, a considerare che i genitori comunque amavano le figlie e che questo porta Liz a perdonarli. In questo modo ha messo giù il proprio fardello ed è andata avanti, il che Liz consiglia al suo pubblico di fare, ed il tutto anche se, ribadisce Liz stessa prima di entrare all'università, nulla toglie che "è così difficile crescere da soli", cioè abbandonati dalla famiglia e senza alcun aiuto.